# Rauchingue
 (novembre 2023).
La mise en forme du texte ne suit pas les recommandations de Wikipédia : il faut le « wikifier ».
Les points d'amélioration suivants sont les cas les plus fréquents. Le détail des points à revoir est peut-être précisé sur la page de discussion.
- Les titres sont pré-formatés par le logiciel. Ils ne sont ni en capitales, ni en gras.
- Le texte ne doit pas être écrit en capitales (les noms de famille non plus), ni en gras, ni en italique, ni en « petit »…
- Le gras n'est utilisé que pour surligner le titre de l'article dans l'introduction, une seule fois.
- L'italique est rarement utilisé : mots en langue étrangère, titres d'œuvres, noms de bateaux, etc.
- Les citations ne sont pas en italique mais en corps de texte normal. Elles sont entourées par des guillemets français : « et ».
- Les listes à puces sont à éviter, des paragraphes rédigés étant largement préférés. Les tableaux sont à réserver à la présentation de données structurées (résultats, etc.).
- Les appels de note de bas de page (petits chiffres en exposant, introduits par l'outil «  Source ») sont à placer entre la fin de phrase et le point final[comme ça].
- Les liens internes (vers d'autres articles de Wikipédia) sont à choisir avec parcimonie. Créez des liens vers des articles approfondissant le sujet. Les termes génériques sans rapport avec le sujet sont à éviter, ainsi que les répétitions de liens vers un même terme.
- Les liens externes sont à placer uniquement dans une section « Liens externes », à la fin de l'article. Ces liens sont à choisir avec parcimonie suivant les règles définies. Si un lien sert de source à l'article, son insertion dans le texte est à faire par les notes de bas de page.
- La présentation des références doit suivre les conventions bibliographiques. Il est recommandé d'utiliser les modèles {{Ouvrage}}, {{Chapitre}}, {{Article}}, {{Lien web}} et/ou {{Bibliographie}}. Le mode d'édition visuel peut mettre en forme automatiquement les références.
- Insérer une infobox (cadre d'informations à droite) n'est pas obligatoire pour parachever la mise en page.

Pour une aide détaillée, merci de consulter Aide:Wikification.
Si vous pensez que ces points ont été résolus, vous pouvez retirer ce bandeau et améliorer la mise en forme d'un autre article.
Rauchingue est un Dux Francorum (duc des Francs) du VIe siècle. Il est cité par Grégoire de Tours dans le livre IX de ses Decem libri historiarum.

## Apparitions

### La conjuration de Rauchingue
Le texte traitant de la conjuration de Rauchingue contre le roi Childebert II s’ouvre sur le plan de ladite conjuration pour s’emparer du trône de tous les royaumes qui constituent le Regnum Francorum. Childebert est mis au courant par Gontran, et après avoir reçu Rauchingue lors d’une entrevue, le fait assassiner et envoie des hommes piller les richesses de Rauchingue, qui sont considérables. Sa femme est informée, puis ses alliés Ursion et Berthefried, qui se réfugient dans la forteresse de Vaivres, bien que Brunehaut conseille à ce dernier de fuir. La bataille éclate alors entre l’armée royale menée par Godégisile et celle d’Ursion qui y meurt après avoir causé de lourdes pertes. Godégisile laisse la vie sauve à Berthefried qui se réfugie chez l’évêque de Verdun, mais Childebert menace de punir Godégisile pour cet acte. Il y envoie donc son armée pour assassiner Berthefried, qui est tué dans l'éboulement de la toiture de l’oratoire, l'évêque empêchant ses ennemis d'entrer, en vertu du droit sacré d'asile.

#### Remarques
On ignore où se trouve Vaivres. Trois communes du Centre-est de la France correspondent à ce toponyme.
La date de l'évènement n'est pas connue, cependant le livre IX dont il est tiré se concentre sur les années 587 à 589. On peut donc supposer que l'évènement se déroule entre ces deux dates.
Il se pourrait que la conspiration n'ait pas eu lieu, mais ait été un prétexte inventer par Childebert II pour s'emparer des nombreuses richesses de Rauchingue.

### Les amants
Grégoire de Tours expose le traitement d'esclaves par Rauchingue. Deux de ses esclaves s’aiment et se réfugient dans une église. Rauchingue promet au prêtre de ne pas les séparer, et celui-ci les rend. Rauchingue les enterre vivant ensemble, pour tenir sa promesse. Quand le prêtre l’apprend, il les fait déterrer, mais seul l’homme a survécu. Rauchingue est décrit dans ce texte comme « rempli de toute sorte de vanité, gonflé d'orgueil et d'une insolente fierté », « méchant », « fou ».

#### Remarque
Le terme d'esclave utilisé ici est une traduction de servus. Cependant on ne sait pas exactement quelles réalités recouvraient ce terme, qui avait vraisemblablement évolué par rapport au sens classique.

### Problème des sources
La seule source disponible sur ces évènements sont les Decem libri historiarum de Grégoire de Tours, qui est une source à utiliser avec précaution, d'autant plus ici qu'il était grandement favorable à l'Austrasie de Childebert II et de sa mère Brunehaut.